# Carlo Emilio Bonferroni
Carlo Emilio Bonferroni (Bergamo, 1892. január 28. – Firenze, 1960. augusztus 18.)  olasz matematikus.

## Életpálya
Torinóban végezte tanulmányait és az ottani műszaki egyetemen kezdett tanítani. 1923-ban Bariban az egyetem, a pénzügyi matematika professzora lett, és 1933-tól a Firenzei Egyetem professzoraként oktatott.

## Munkássága
Szakmai érdeklődése a valószínűségszámítás, az egyenlőtlenségek és a statisztika területére koncentrálódott. 

## Szakmai sikerek
Több statisztikai fogalom viseli a nevét:
- a varianciaanalízisben használatos Bonferroni-korrekció
- a Bonferroni-egyenlőtlenségek